# Centrale hydroélectrique de Les Escaldes
La centrale hydroélectrique de Les Escaldes est située à Engolasters, village de la paroisse d'Encamp en Andorre. Elle tire son nom du village de Les Escaldes (ca), situé juste au sud, dans la paroisse d'Escaldes-Engordany. 
Elle produit de l'hydroélectricité à partir de eaux du lac d'Engolasters situé 490 mètres au-dessus de la centrale, à une altitude de 1 616 mètres. Les eaux du lac sont acheminées par un système de conduite forcée long de 1 270 mètres. La centrale possède trois turbines Pelton de 15 MW, 15 MW et 18 MW,. 
La construction de la centrale a débuté en 1930 après que le conseil général andorran ait donné en 1929 l'autorisation de développer l'énergie hydro-électrique à la société franco-espagnole Forces Andorranes Societat Anonima (FASA).

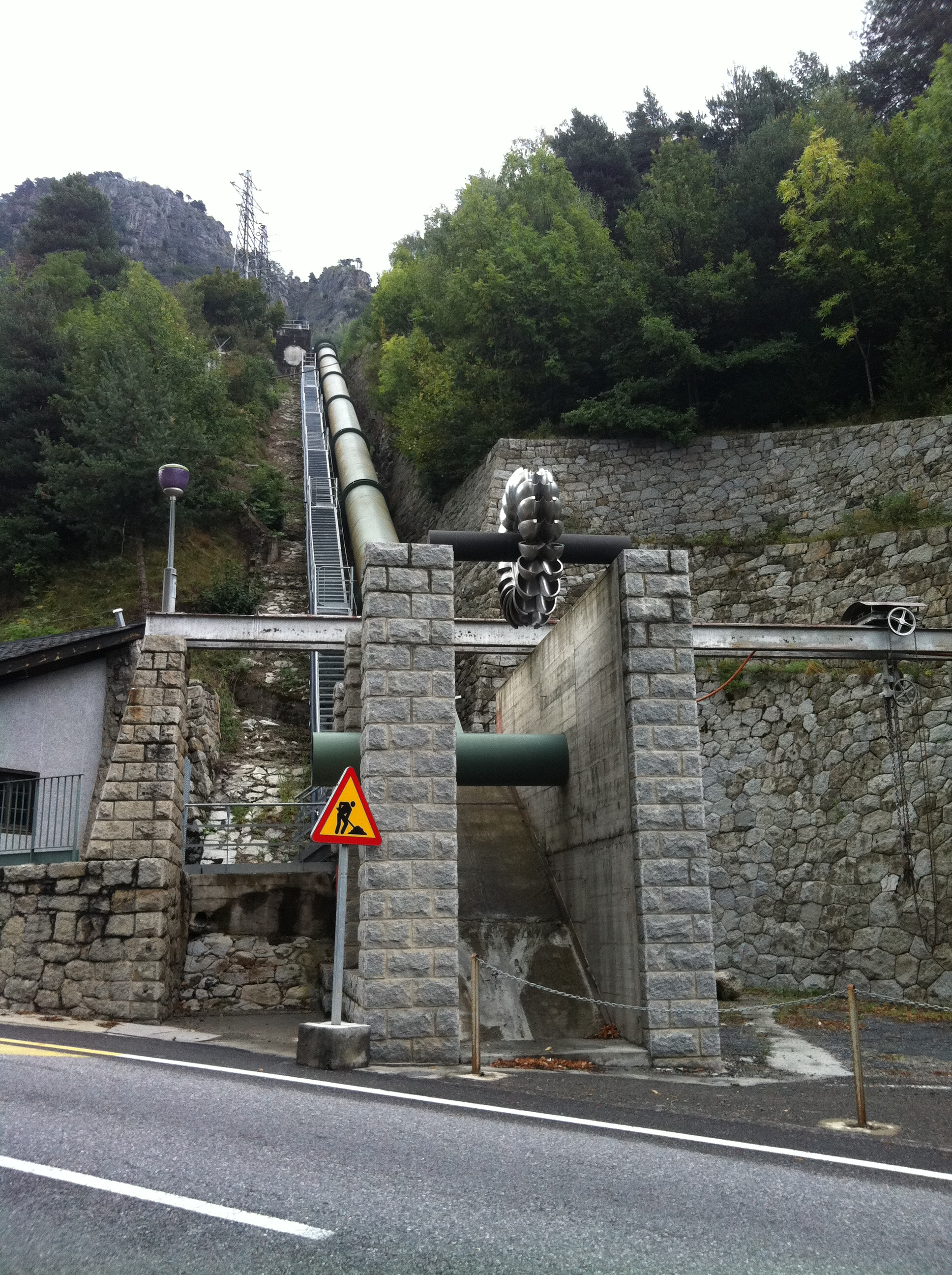
La conduite forcée acheminant l'eau du lac